# Grand Prix automobile de Saint-Marin 2006
GP précédent GP suivant
Le Grand Prix automobile de Saint-Marin 2006 (Formula 1 Gran Premio Foster's di San Marino 2006), disputé sur l'Autodromo Enzo e Dino Ferrari le 23 avril 2006, est la 754e épreuve de l'histoire du championnat du monde de Formule 1 courue depuis 1950 et la quatrième épreuve du championnat 2006.
Après avoir réussi à contenir la fougue de Fernando Alonso, Michael Schumacher a renoué avec la victoire devant les tifosi.

## Grille de départ
| Pos | Pilote               | Écurie              | Qualifications 3 | Qualifications 2 | Qualifications 1 |
| --- | -------------------- | ------------------- | ---------------- | ---------------- | ---------------- |
| 1   | Michael Schumacher   | Ferrari             | 1 min 22 s 795   | 1 min 22 s 579   | 1 min 24 s 598   |
| 2   | Jenson Button        | Honda               | 1 min 22 s 988   | 1 min 23 s 749   | 1 min 24 s 480   |
| 3   | Rubens Barrichello   | Honda               | 1 min 23 s 242   | 1 min 23 s 760   | 1 min 24 s 727   |
| 4   | Felipe Massa         | Ferrari             | 1 min 23 s 702   | 1 min 23 s 595   | 1 min 24 s 884   |
| 5   | Fernando Alonso      | Renault             | 1 min 23 s 709   | 1 min 23 s 743   | 1 min 23 s 536   |
| 6   | Ralf Schumacher      | Toyota              | 1 min 23 s 772   | 1 min 23 s 565   | 1 min 24 s 370   |
| 7   | Juan Pablo Montoya   | McLaren-Mercedes    | 1 min 24 s 021   | 1 min 23 s 760   | 1 min 24 s 960   |
| 8   | Kimi Räikkönen       | McLaren-Mercedes    | 1 min 24 s 158   | 1 min 23 s 190   | 1 min 24 s 259   |
| 9   | Jarno Trulli         | Toyota              | 1 min 24 s 172   | 1 min 23 s 727   | 1 min 24 s 446   |
| 10  | Mark Webber          | Williams-Cosworth   | 1 min 24 s 795   | 1 min 23 s 718   | 1 min 24 s 992   |
| 11  | Giancarlo Fisichella | Renault             |                  | 1 min 23 s 771   | 1 min 24 s 434   |
| 12  | Jacques Villeneuve   | BMW Sauber          |                  | 1 min 23 s 887   | 1 min 25 s 081   |
| 13  | Nico Rosberg         | Williams-Cosworth   |                  | 1 min 23 s 966   | 1 min 24 s 495   |
| 14  | David Coulthard      | Red Bull-Ferrari    |                  | 1 min 24 s 101   | 1 min 24 s 849   |
| 15  | Nick Heidfeld        | BMW Sauber          |                  | 1 min 24 s 129   | 1 min 25 s 410   |
| 16  | Vitantonio Liuzzi    | Toro Rosso-Cosworth |                  | 1 min 24 s 520   | 1 min 24 s 879   |
| 17  | Christian Klien      | Red Bull-Ferrari    |                  |                  | 1 min 25 s 410   |
| 18  | Scott Speed          | Toro Rosso-Cosworth |                  |                  | 1 min 25 s 437   |
| 19  | Tiago Monteiro       | Midland-Toyota      |                  |                  | 1 min 26 s 820   |
| 20  | Christijan Albers    | Midland-Toyota      |                  |                  | 1 min 27 s 088   |
| 21  | Takuma Satō          | Super Aguri-Honda   |                  |                  | 1 min 27 s 609   |
| 22  | Yuji Ide             | Super Aguri-Honda   |                  |                  | 1 min 29 s 282   |

## Course

### Classement de la course
| Pos  | No | Pilote               | Écurie              | Tours | Temps/Abandon                      | Grille | Points |
| ---- | -- | -------------------- | ------------------- | ----- | ---------------------------------- | ------ | ------ |
| 1    | 5  | Michael Schumacher   | Ferrari             | 62    | 1 h 31 min 06 s 486 (202,323 km/h) | 1      | 10     |
| 2    | 1  | Fernando Alonso      | Renault             | 62    | + 2 s 096                          | 5      | 8      |
| 3    | 4  | Juan Pablo Montoya   | McLaren-Mercedes    | 62    | + 15 s 868                         | 7      | 6      |
| 4    | 6  | Felipe Massa         | Ferrari             | 62    | + 17 s 096                         | 4      | 5      |
| 5    | 3  | Kimi Räikkönen       | McLaren-Mercedes    | 62    | + 17 s 614                         | 8      | 4      |
| 6    | 9  | Mark Webber          | Williams-Cosworth   | 62    | + 37 s 739                         | 10     | 3      |
| 7    | 12 | Jenson Button        | Honda               | 62    | + 39 s 635                         | 2      | 2      |
| 8    | 2  | Giancarlo Fisichella | Renault             | 62    | + 40 s 200                         | 11     | 1      |
| 9    | 7  | Ralf Schumacher      | Toyota              | 62    | + 45 s 511                         | 6      |        |
| 10   | 11 | Rubens Barrichello   | Honda               | 62    | + 1 min 17 s 851                   | 3      |        |
| 11   | 10 | Nico Rosberg         | Williams-Cosworth   | 62    | + 1 min 19 s 675                   | 13     |        |
| 12   | 17 | Jacques Villeneuve   | BMW Sauber          | 62    | + 1 min 22 s 370                   | 12     |        |
| 13   | 16 | Nick Heidfeld        | BMW Sauber          | 61    | + 1 tour                           | 15     |        |
| 14   | 20 | Vitantonio Liuzzi    | Toro Rosso-Cosworth | 61    | + 1 tour                           | 16     |        |
| 15   | 21 | Scott Speed          | Toro Rosso-Cosworth | 61    | + 1 tour                           | 18     |        |
| 16   | 18 | Tiago Monteiro       | Midland-Toyota      | 60    | + 2 tours                          | 19     |        |
| Abd. | 14 | David Coulthard      | Red Bull-Ferrari    | 47    | Arbre de transmission              | 14     |        |
| Abd. | 22 | Takuma Satō          | Super Aguri-Honda   | 44    | Sortie de piste                    | 21     |        |
| Abd. | 15 | Christian Klien      | Red Bull-Ferrari    | 40    | Panne hydraulique                  | 17     |        |
| Abd. | 23 | Yuji Ide             | Super Aguri-Honda   | 33    | Suspension                         | 22     |        |
| Abd. | 8  | Jarno Trulli         | Toyota              | 5     | Direction                          | 9      |        |
| Abd. | 19 | Christijan Albers    | Midland-Toyota      | 0     | Accident                           | 20     |        |

### Pole position et record du tour
- Pole position :  Michael Schumacher (Ferrari) en 1 min 22 s 795 (vitesse moyenne : 215,622 km/h)[1].
- Meilleur tour en course :  Fernando Alonso (Renault) en 1 min 24 s 569 (vitesse moyenne : 211,099 km/h) au 23e tour[2].

### Tours en tête
- Michael Schumacher (Ferrari) : 55 tours (1-20 / 26-42 / 45-62) ;
- Fernando Alonso (Renault) : 5 tours (21-25) ;
- Juan Pablo Montoya (McLaren-Mercedes) : 2 tours (43-44)[3].

## Classements généraux à l'issue de la course
| Pos | Pilote               | Écurie            | Points |
| --- | -------------------- | ----------------- | ------ |
| 1   | Fernando Alonso      | Renault           | 36     |
| 2   | Michael Schumacher   | Ferrari           | 21     |
| 3   | Kimi Räikkönen       | McLaren-Mercedes  | 18     |
| 4   | Giancarlo Fisichella | Renault           | 15     |
| 5   | Juan Pablo Montoya   | McLaren-Mercedes  | 15     |
| 6   | Jenson Button        | Honda             | 13     |
| 7   | Felipe Massa         | Ferrari           | 9      |
| 8   | Ralf Schumacher      | Toyota            | 7      |
| 9   | Mark Webber          | Williams-Cosworth | 6      |
| 10  | Nick Heidfeld        | BMW Sauber        | 5      |
| 11  | Jacques Villeneuve   | BMW Sauber        | 5      |
| 12  | Rubens Barrichello   | Honda             | 2      |
| 13  | Nico Rosberg         | Williams-Cosworth | 2      |
| 14  | David Coulthard      | Red Bull-Ferrari  | 1      |
| 15  | Christian Klien      | Red Bull-Ferrari  | 1      |

| Pos | Écurie            | Points |
| --- | ----------------- | ------ |
| 1   | Renault           | 51     |
| 2   | McLaren-Mercedes  | 33     |
| 3   | Ferrari           | 30     |
| 4   | Honda             | 15     |
| 5   | BMW Sauber        | 10     |
| 6   | Williams-Cosworth | 8      |
| 7   | Toyota            | 7      |
| 8   | Red Bull-Ferrari  | 2      |

## Statistiques
- 66e pole position pour Michael Schumacher qui bat ainsi le record d'Ayrton Senna établi en 1994 sur cette même piste d'Imola.
- 85e victoire pour Michael Schumacher.
- 184e victoire pour Ferrari en tant que constructeur.
- 184e victoire pour Ferrari en tant que motoriste.
- 4e et dernier Grand Prix pour Yuji Ide.
- 26e et dernière édition du Grand Prix de Saint-Marin. Le circuit accueille à nouveau la Formule 1 en 2020, sous l'appellation Grand Prix d'Emilie-Romagne.